# Onthophagus bicolensis
Onthophagus bicolensis är en skalbaggsart som beskrevs av Teruo Ochi och Masahiro Kon 2006. Onthophagus bicolensis ingår i släktet Onthophagus och familjen bladhorningar. Utöver nominatformen finns också underarten O. b. asin.